# ORP Pińsk

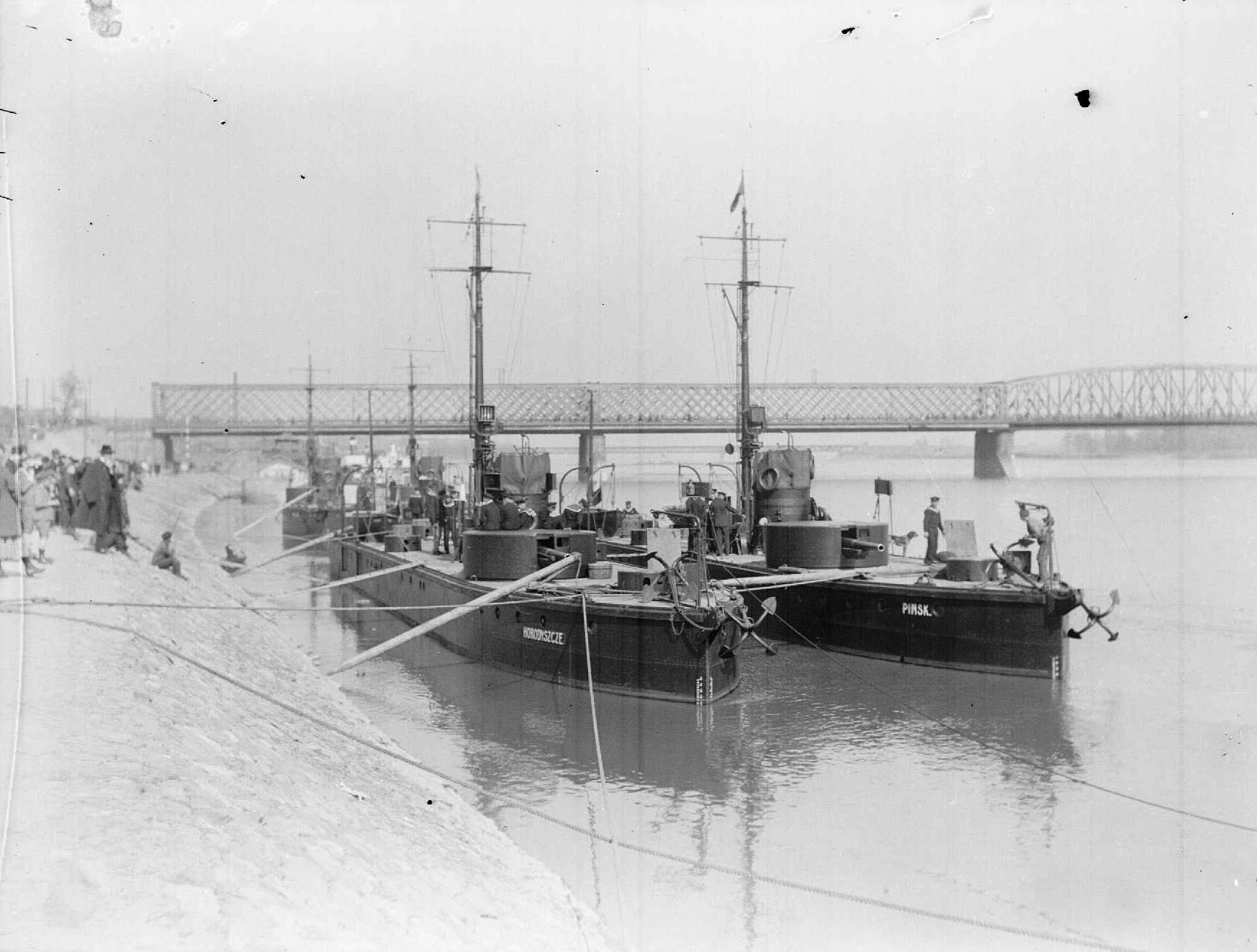
ORP Pińsk i ORP Horodyszcze przy moście Kierbedzia w Warszawie, ok. 1926–1931

ORP Pińsk – monitor rzeczny Marynarki Wojennej II RP z okresu międzywojennego i kampanii wrześniowej. Służył następnie podczas II wojny światowej w marynarce radzieckiej pod nazwą „Żytomir”.

## Budowa i historia
Monitor zbudowany został w 1920 w Stoczni Gdańskiej, wraz z trzema bliźniaczymi jednostkami typu B (tzw. monitory „gdańskie”): OORP „Warszawa”, „Toruń” (eks-„Mozyrz”) i „Horodyszcze”.
Początkowo uzbrojenie główne monitorów stanowiły dwie armaty kalibru 105 mm w jednodziałowych wieżach na dziobie i rufie oraz pięć wieżyczek z pojedynczymi karabinami maszynowymi, umieszczonych bezpośrednio na pokładzie. Na przełomie lat 20. i 30. „Pińsk” został przezbrojony w dwie armaty kal. 75 mm w wieży dziobowej i haubicę kal. 100 mm w wieży rufowej, a liczbę wież karabinów maszynowych zmniejszono do 4. W latach 1938–1939 zamieniono uzbrojenie artyleryjskie na 3 armaty kal. 75 mm i wymieniono trzy silniki Daimler-Benz o mocy łącznej 180 KM na dwa Glennifer o mocy 200 KM. Zastosowano też dodatkowe boczne pływaki zmniejszające zanurzenie do 0,6 m, lecz obniżające prędkość do 10,5 km/h.

## Służba w Polsce
Początkowo „Pińsk” wszedł do służby we Flotylli Wiślanej, stacjonując w Toruniu, a po jej likwidacji, w 1926 wszedł w skład Flotylli Rzecznej Marynarki Wojennej w Pińsku.
Brał udział w kampanii wrześniowej, lecz, podobnie, jak inne jednostki flotylli, bez starć z przeciwnikiem. Po inwazji radzieckiej, z powodu niemożności ewakuacji, został 18 września 1939 samozatopiony przez załogę ok. 10 km na wschód od Mostów Wolańskich.

## Służba w ZSRR
Już pod koniec września 1939 okręt został wydobyty przez Rosjan i po remoncie w zakładach im. Stalina w Kijowie, wcielony do służby pod nazwą „Żytomir”. Formalnie został wciągnięty na listę okrętów Flotylli Dnieprzańskiej już 24 października 1939. Od 17 lipca 1940 wchodził w skład radzieckiej Flotylli Pińskiej.
Po ataku Niemiec na ZSRR walczył od lipca 1941 na Berezynie oraz na Dnieprze. 15 lipca wspierał 232. Dywizję Strzelców pod Bobrujskiem na Berezynie (dowódcą okrętu był wówczas por. mar. A.P. Bykow). Podczas wycofywania z rejonu Okuninowa do Kijowa, wszedł 1 września 1941 na mieliznę koło wsi Swaromje i został tam zniszczony przez artylerię niemiecką.

## Dane taktyczno-techniczne
Uzbrojenie:
- początkowe
  - 2 działa kalibru 105 mm wz. 13 (2 × I)
  - 5 karabinów maszynowych 7,92 mm
- od 1930:
  - 1 haubica kalibru 100 mm wz. 14/19,
  - 2 działa 75 mm
  - 4 km 7,92 mm
- w 1939[1]:
  - 3 działa 75 mm wz. 97 (1 × II, 1 × I)
  - 4 km 7,92 mm
- jako „Żytomir”[4]:
  - 3 działa 76,2 mm USW (1 × II, 1 × I)[6]
  - 4 km 7,62 mm Maxim
  - 2 wkm plot 12,7 mm DSzK (według niektórych źródeł[6])

Opancerzenie:
- burty – 5 mm
- pokład – 6 mm
- wieże artyleryjskie – 10 mm
- wieże km – 8 mm
- stanowisko dowodzenia – 8 mm